# Canon EOS 400D
De Canon EOS 400D is een 10 megapixel-spiegelreflexcamera voor semiprofessionele en amateurfotografen. Het is de opvolger van de succesvolle 350D uit 2005.
Deze camera is in het tweede kwartaal van 2006 op de markt gebracht; in Noord-Amerika onder de naam Canon EOS Digital Rebel XTi en in Japan als Canon EOS Kiss Digital X. Hij maakt gebruik van verwisselbare objectieven.

## Camera
De Canon EOS 400D was de instap spiegelreflexcamera van Canon en de opvolger van de Canon EOS 350D die op zijn beurt weer de opvolger was van de Canon EOS 300D.
De EOS 400D is voorzien van een 10 megapixel CMOS chip (8mp bij de 350D) die tevens is voorzien van het zogenaamde "EOS Integrated Cleaning System". Dit systeem zorgt ervoor dat stof en ander vuil van de gevoelige sensor wordt verwijderd.
De burst snelheid van de 400 is gelijk gebleven aan die van de 350D (drie beelden per seconde). Het aantal beelden dat aaneen geschoten kan worden is echter wel toegenomen, tot 27 beelden.
De EOS 400D beschikt over dezelfde 9-punts autofocus als de duurdere EOS 30D.
Sinds november 2009 is voor deze camera een hack beschikbaar. Deze maakt het mogelijk om meer ISO-waarden te hanteren, waaronder een automatische ISO-waarde, en spotmeting uit te voeren. De hack is beschikbaar via CHDK.